# DeAndre’ Bembry
DeAndre’ Bembry (ur. 4 lipca 1994 w Charlotte) – amerykański koszykarz, występujący na pozycji niskiego skrzydłowego.
25 listopada 2020 zawarł umowę z Toronto Raptors. 3 sierpnia 2021 został zwolniony. 8 sierpnia 2021 dołączył do Brooklyn Nets. 11 lutego 2022 został zwolniony. 16 lutego 2022 podpisał kontrakt do końca sezonu z Milwaukee Bucks. 7 kwietnia 2022 opuścił klub.

## Osiągnięcia
Stan na 8 kwietnia 2022, na podstawie, o ile nie zaznaczono inaczej.
NCAA
- Uczestnik turnieju NCAA (2014, 2016)
- Mistrz turnieju konferencji Atlantic 10 (2014, 2016)
- Koszykarz Roku:
  - konferencji Atlantic 10 (2016)[9]
  - Big 5 (2016)
- Laureat nagród: 
  - Robert V. Geasey Trophy (2016)[10]
  - debiutanta roku Atlantic 10 (2014)[11]
- Zaliczony do:
  - I składu:
    - Atlantic 10 (2015, 2016)
    - defensywnego Atlantic 10 (2016)
    - Big 5 (2015, 2016)
    - turnieju Atlantic 10 (2016)
    - debiutantów Atlantic 10 (2014)

  - składu Honorable Mention All-American (2016 przez Associated Press)
- Lider strzelców Atlantic 10 (2015)[12]